# لکسید (اورگن)
لکسید (به انگلیسی: Lakeside) شهری در شهرستان کلتسپ ایالت اورگن است و در سرشماری سال ۲۰۱۱ میلادی، ۱٬۶۹۰ نفر جمعیت داشته که نسبت به سال ۲۰۱۰، −۰٫۲۴ درصد رشد جمعیت داشته‌است.

## موقعیت جغرافیایی
موقعیت جغرافیایی شهرها و مناطق اطراف به شرح زیر است: